# Molophilus pullatus
Molophilus pullatus är en tvåvingeart som beskrevs av Alexander 1924. Molophilus pullatus ingår i släktet Molophilus och familjen småharkrankar. Inga underarter finns listade i Catalogue of Life.